# Першина, Ольга Иннокентьевна
О́льга Инноке́нтьевна Пе́ршина (в девичестве Протасова; род. 2 мая 1955, Ягодное, Магаданская область) — советская и российская фолк-рок певица, поэтесса и писательница.

## Биография
Ольга Першина родилась 2 мая 1955 года в посёлке Ягодное (Магаданская область), но ещё в детстве вместе с родителями переехала жить в Ленинград. Музыкой стала увлекаться в подростковом возрасте и в начале 1970-х совместно со своим мужем Николаем Першиным стала исполнять песни «The Beatles», Джоан Баэз, Джони Митчелл и Боба Дилана. Летом 1974 года познакомилась с участниками группы «Большой железный колокол», которые позвали её выступать на своих концертах. Находясь в составе группы, исполняла не только песни лидера коллектива Николая Корзинина, но и свои кавер-версии зарубежных хитов. В марте 1975 года совместно с «Мифами» выступила на Днях молодёжной музыки в Таллине, а по возвращении занялась сольной деятельностью.
В начале 1976 года Першина познакомилась со знаменитым битломаном Николаем Васиным и поддержала его идею устраивать концерты в честь дней рождений участников группы «Битлз». Первый такой концерт состоялся в феврале и был приурочен ко дню рождения Джорджа Харрисона, а впоследствии стал традицией и проводился в течение многих лет. Ольга Першина при этом выступала либо сольно, либо в сопровождении «Аквариума», «Союза любителей музыки рок» или пианиста «Мифов» Юрия Степанова. Весной того же года побывала на рок-фестивале в Тарту, где познакомилась с «Машиной времени», а летом гастролировала по югу СССР в составе группы «Каждому своё».
В августе 1981 года Ольга Першина работала в подпольной студии Андрея Тропилло, принимая участие в записи знаменитого аквариумовского Треугольника — спела а капелла в песне «Крюкообразность», сочинила мелодию для «Двух трактористов» и в некоторых других композициях сыграла на фортепиано. В следующем году с помощью звукорежиссёра Андрея Барановского записала первый свой альбом Страсти по Иннокентию, в который вошли песни на стихи из цикла Бориса Гребенщикова «Иннокентий и Полтораки» (запись задумывалась как подарок на день рождения Б. Г.), а в декабре 1983 года вышла замуж за англичанина Лена Перри и через некоторое время эмигрировала в Соединённое Королевство, где продолжила заниматься музыкой, исполняя песни на английском языке.
В 1990 году, после семилетнего отсутствия, Першина приехала в Ленинград и совместно с музыкантами «Аквариума» в ДК Связи записала акустический альбом Not So Long Ago. В 1991 году в Лондоне выпустила первый британский сингл с песнями «Tonight» и «It’s Been So Long». В записи принимал участие известный бас-гитарист Дион Эстас (англ. Deon Estus), который до этого работал с Джорджем Майклом и Элтоном Джоном. В том же году совместно с группой «Cat’s Eye» выпустила ещё две песни «Dead Line» и «Queen of Hearts». В 1992 году Ольге Першиной довелось поработать переводчицей на гастролях Большого театра, и во время гастрольных поездок труппы она сочинила материал для будущего альбома Ballerina’s Dream (рус. Мечта балерины), запись которого происходила в Санкт-Петербурге при участии знаменитых петербургских музыкантов: Рашида Фанина (электрогитара), Александра Титова (бас-гитара), Всеволода Гаккеля (виолончель), Николая Рубанова (саксофон), Павла Литвинова (перкуссия) и Олега Шавкунова (барабаны). Впоследствии, спустя пять лет, этот альбом был переиздан в Англии под лейблом White Horse Records. В то же время Першина занималась написанием хипповской рок-оперы В объятиях джинсни — стихи сочинил Гребенщиков и в записи принимали участие многие музыканты из его окружения. В оперу также вошли материалы из первой студийной работы Першиной, а издательство осуществила компания «Отделение Выход». Помимо того, певица собрала собственную небольшую группу с которой периодически выступала в арт-клубе «Книги и Кофе». В состав входили Александр Гнатюк, Наиль Кадыров (оба экс-«Оазис Ю», «Трилистник»), Михаил Файнштейн (экс-«Аквариум»), Александр Кондрашкин (экс-«АВИА») и Юрий Николаев («Поп-механика»). Их репертуар в основном составляли кавер-версии западных и отечественных хитов, в том числе видоизменённый вариант песни «Ты дрянь» Зоопарка. В 1994 году этим составом был записан прохристианский альбом Чудеса Иисуса, сведение которого происходило на студии «АнТроп». С тех пор главными темами в творчестве Першиной стали православие и судьба царской семьи.
Начиная с 1995 года, с разной периодичностью, певица выпускает небольшие синглы с рождественскими песнями, которые ротируются преимущественно радиостанциями Санкт-Петербурга. Сначала тексты были исключительно английскими, но с 1998 года Першина перешла на родной русский язык. В записях синглов, как и прежде, принимали участие многие известные музыканты: Юрий Шевчук, Андрей «Дюша» Романов, Наталья Пивоварова, Марина Капуро, Олег Гаркуша, Дмитрий Шагин, Никита Зайцев, Михаил «Дядя Миша» Чернов, Всеволод Гаккель и другие.
Кроме того, в 1999 году Першина выпустила три альбома, которые записывались на основе стихов Анны Ахматовой: Булонский лес (романсы), Не тайны и не печали (песни) и Северные элегии (литературно-музыкальная композиция). Все они были приурочены к 110-й годовщине со дня рождения великой поэтессы. Через два года к этому циклу добавились ещё две пластинки: Selected (в переводах на английский язык) и Избранное (сборник лучших песен). Во всех записях так же принимали участие известные рок-музыканты Петербурга, оформление альбомов осуществили Наталья Кучеренко (рисунки) и Максим Васильев (компьютерная графика).
В начале 2000-х Першина продолжила развивать духовно-религиозную тематику и в июне 2001 года записала два новых альбома: Пошли нам, Господи, терпенье (на стихи Сергея Бехтеева и Владимира Палея) и Напоминаю вам (по текстам старца Николая). В июле 2002 года вышел альбом Светлая дорога, в который вошли песни на стихи собственного сочинения и, опять же, Сергея Бехтеева. В 2003 году, к 85-летию гибели царской семьи, певица записала пластинки Белой лилии цвет и Голгофа Великой России.
В июне 2004 года Ольга Першина была личной переводчицей Пола Маккартни во время его первого визита в Санкт-Петербург.
В 2004 году Ольга Першина занялась литературной деятельностью и к настоящему времени написала несколько книг с рассказами, преимущественно детских и на религиозную тематику.

## Дискография
- 1982 — «Страсти по Иннокентию»
- 1990 — «Not So Long Ago»
- 1992 — «Мечта балерины»
- 1993 — «В объятиях джинсни»
- 1994 — «Чудеса Иисуса»
- 1997 — «В объятиях джинсни/Страсти по Иннокентию»
- 1999 — «Булонский Лес»
- 1999 — «Не тайны и не печали»
- 1999 — «Северные элегии»
- 2001 — «Selected»
- 2001 — «Избранное»
- 2001 — «Пошли нам, Господи, терпенье»
- 2001 — «Напоминаю вам»
- 2002 — «Светлая дорога»
- 2003 — «Белой лилии цвет»
- 2003 — «Голгофа Великой России»